# Chinese Jongeren Organisatie
Chinese Jongeren Organisatie of CJO is een Chinees-Nederlandse vereniging voor jongeren van Chinese afkomst en jongeren die zich interesseren voor de Chinese cultuur en dergelijke. CJO bestaat sinds 1993. De organisatie speelde een rol bij de oprichting van het Inspraakorgaan Chinezen en het Chinese Politieke Integratie en Participatie Fonds.